# Cyprus International 1995
Die Cyprus International 1995 im Badminton fanden vom 15. bis zum 17. September 1995 statt.

## Sieger und Platzierte
| Disziplin    | Gold                                  | Silber                            | Bronze                                 |
| ------------ | ------------------------------------- | --------------------------------- | -------------------------------------- |
| Herreneinzel | Klaus Raffeiner                       | Rashad Khankan                    | Radovan Janos                          |
| Herreneinzel | Klaus Raffeiner                       | Rashad Khankan                    | Marián Šulko                           |
| Dameneinzel  | Maria Grazia Italiano                 | Sylvie Carnevale                  | Elena Kenta                            |
| Dameneinzel  | Maria Grazia Italiano                 | Sylvie Carnevale                  | Barbara Faiazza                        |
| Herrendoppel | Antonis C. Lazarou Nicolas Pissis     | Klaus Raffeiner Alexander Theiner | Rashad Khankan Waseem Shamma           |
| Herrendoppel | Antonis C. Lazarou Nicolas Pissis     | Klaus Raffeiner Alexander Theiner | Radovan Janos Marián Šulko             |
| Damendoppel  | Barbara Faiazza Maria Grazia Italiano | Sylvie Carnevale Barbara Italiano | Christina Christofia Sophia Maroudia   |
| Damendoppel  | Barbara Faiazza Maria Grazia Italiano | Sylvie Carnevale Barbara Italiano | Elena Kenta Stella Lazarou             |
| Mixed        | Luigi Izzo Sylvie Carnevale           | Klaus Raffeiner Barbara Faiazza   | Andrea Chiappini Maria Grazia Italiano |
| Mixed        | Luigi Izzo Sylvie Carnevale           | Klaus Raffeiner Barbara Faiazza   | Alexander Theiner Barbara Italiano     |